# Erzengler Teich
Der Erzengler Teich, auch in den Schreibweisen Erzengler-Teich und Erzenglerteich, umgangssprachlich: Erzengler genannt, ist ein Stauteich der Revierwasserlaufanstalt Freiberg (RWA) bei Brand-Erbisdorf in Sachsen. Er ist mit Kunstgräben und Röschen mit anderen Teichen der RWA verbunden. Ganz in der Nähe liegt der Rothbächer Teich. Heute wird der Erzengler Teich als Brauchwasserspeicher, als Naturbad sowie mit seinem umliegenden Gelände als Naherholungsgebiet genutzt. Das gestaute Gewässer ist der Münzbach.

## Geschichte
Der Teich wurde im 16. Jahrhundert durch die Stadt Freiberg im niederen Freiwald als Reservoir zur Wasserabgabe für die städtischen Mühlen in die Münzbach und zur Fischerei angelegt. Eine erste Nutzung zur Aufschlagwasserversorgung ist 1568 in einem Vergleich zwischen dem Rat zu Freiberg und den Gewerkschaften auf dem Mordgrübner Zug wegen Überlassung der Stadtteiche im Freiwald nachweislich.
Eine Abgabe von Aufschlagwasser an den Bergbau erfolgte später nur in Trockenzeiten nach Vereinbarung mit den Ratsteichpächtern. Seit dem Ende des 18. Jahrhunderts bemühten sich die Vorsteher von Beschert Glück Fundgrube hinter den Drei Kreuzen vergeblich, den Erzengler Teich zusammen mit den anderen drei Ratswaldteichen vom Freiberger Rat zu pachten. Der Grube mangelte es an Aufschlagwasser, um die starken Wasserzugänge durch die Zäpfung der Quellen am Rotvorwerk zu gewältigen.
In der Mitte des 19. Jahrhunderts nahm die Stolln- und Röschenadministration die Verhandlungen mit der Stadt über eine Pacht der vier Waldteiche wieder auf und konnte 1841 schließlich den Erzengler Teich als Bergwerksteich pachten. Die oberhalb befindlichen anderen drei Waldteiche waren zu dieser Zeit abgelassen und bereits mit Wald bepflanzt. Wegen der Schäden an der Bepflanzung durch die zu Flutzeiten vom Kohlbachgraben in die Teichstätten abgelassenen Wasser ließ die Stadt in den 1840er Jahren am Kunstgraben die Waldschütze vermauern und die drei Teichdämme durchstechen. In Folge der geänderten gesellschaftlichen Verhältnisse erfolgte 1848 der Verkauf des Teiches an die Stolln- und Röschenadministration.
Nach der Einstellung des Freiberger Bergbaus zu Beginn des 20. Jahrhunderts wurde der Teich nicht mehr als Aufschlagwasserreservoir benötigt. 1931 eröffnete ein Freibad. Wegen seiner Lage wird dieses auch als Waldbad Erzengler bezeichnet.

## Staudamm
Das Absperrbauwerk ist ein Erddamm mit einem Lehmkern und einer Steinlage an der Wasserseite (Tarrasmauer). Der Erzengler Teich ist eine Talsperre.

## Freizeitmöglichkeiten
Im Gelände des Bades gibt es einen durch massive Stege abgetrennten 50-m-Schwimmbereich und eine Wasserrutsche. Es gibt einen Volleyballplatz und massive Tischtennisplatten. Außerhalb der mit Bojen abgegrenzten, für den Badebetrieb freigegebenen Wasserfläche hat sich ein Verleih mit Ruderbooten und Tretbooten angesiedelt. Darüber hinaus bietet der umliegende Freiwald weitere Möglichkeiten zur Naherholung.